# Hrubá Kečka
Hrubá Kečka (nazývaná také Hrubá Kačka) je vrch v Strážovských vrších. Měří 1038 m n. m.  a je pátý nejvyšší vrchol CHKO Strážovské vrchy.
Za příznivého počasí je kousek jižně od vrcholu pěkný výhled na Čičmanskou dolinu.

## Poloha
Leží severně od obce Čičmany, v katastru Pružiny. 